# Cynomya cadaverina
Cynomya cadaverina är en tvåvingeart som beskrevs av André Jean Baptiste Robineau-Desvoidy 1849.
Cynomya cadaverina ingår i släktet Cynomya och familjen spyflugor. Inga underarter finns listade i Catalogue of Life.